# Denominazionalismo
Il termine denominazione nell'ambito delle chiese cristiane è comunemente usato nel linguaggio delle chiese evangeliche per indicare un'associazione di comunità cristiane locali legate da un comune retaggio storico e/o teologico.
Si potrebbe però anche dire che una data comunità evangelica sia espressione locale di una particolare denominazione. Questo, però, non è sempre il caso, perché molte comunità evangeliche locali non sono legate ad organismi superiori, benché abbiano tratti riconoscibili equiparabili ad un particolare tipo di chiese. È possibile che certe comunità cristiane locali per principio non intendano aderire ad alcun organismo superiore, sostenendo radicalmente il principio del congregazionalismo, cioè dell'autonomia organizzativa di ciascuna comunità cristiana locale.
Il termine denominazione in generale si riferisce a tutto ciò che può essere distinto dal nome che porta. Nel contesto religioso questa designazione si è tradizionalmente applicata sia a movimenti all'interno del Protestantesimo, come il Battismo ed il Metodismo, ma anche ai numerosi rami indipendenti di tali movimenti che si sono sviluppati nel corso del tempo a causa della loro espansione geografica e delle controversie teologiche.

## Caratteristiche
Caratteristica della vera denominazione è che essa non pretende di essere la sola legittima espressione della chiesa e questo la distingue dalle cosiddette sétte cristiane. Una vera denominazione non impone ai suoi membri l'esclusivismo, ma li considera liberi di cooperare con altri cristiani di altre denominazioni in vari ministeri specializzati.
Benché questo sia vero, una denominazione pensa frequentemente di sé stessa come l'espressione migliore della Chiesa cristiana, la più fedele alle Sacre Scritture e all'attività attuale dello Spirito Santo. Se non avesse creduto questo, almeno all'inizio, non vi sarebbe stata ragione di affrontare il trauma di separarsi (o di non aderire) ad una denominazione più antica.
Un retaggio denominazionale normalmente include aspetti particolari della dottrina, dell'esperienza cristiana o della sua organizzazione, ma può anche includere la sua etnia, lingua, classe sociale o origine geografica. Di solito, però, molte quando non tutte queste caratteristiche un tempo comuni, si sono evolute in diversità considerevoli specialmente nelle denominazioni più vaste ed antiche. Questo risulta spesso in un vasto raggio di differenze all'interno di una stessa denominazione quanto ne esiste fra le denominazioni stesse, nonostante l'unità organizzativa.
In teoria il denominazionalismo si oppone a due altri modi di essere chiesa, cioè il Cattolicesimo e il settarismo.
Le chiese "cattoliche" (da un termine greco che significa "l'intero") vedono sé stesse come organizzazioni che abbracciano tutti i cristiani del mondo. In Italia Chiesa cattolica è usato di solito per indicare il nome proprio della più estesa denominazione cristiana che comprende 23 Chiese sui iuris che riconoscono l'autorità suprema del papa di Roma; la definizione di "cattoliche" è rivendicata inoltre da molte confessioni cristiane che non riconoscono il primato del vescovo di Roma: ad esempio le chiese della Comunione anglicana, il nome di alcune delle quali contiene espressamente l'attributo "cattolica". Tipico dell'ecclesiologia cattolica è che le chiese di ciascun luogo sono governate legittimamente da vescovi la cui successione sia tracciabile agli Apostoli. Negli ultimi decenni, la maggior parte delle chiese ha riconosciuto una qualche legittimità ad altre chiese, e incoraggia i loro membri a cooperare con esse.
In teoria il denominazionalismo si oppone fortemente al settarismo. Ogni setta cristiana vede sé stessa, infatti, come la sola espressione istituzionale dei seguaci di Cristo. A differenza delle chiese cattoliche, le sétte non hanno mai abbracciato, nei tempi moderni, più di una piccola percentuale di una qualsiasi popolazione. Le sétte si contraddistinguono non solo per le loro pretese esclusiviste, ma anche dal loro disaccordo con la comprensione del IV secolo della dottrina della Trinità alla quale tradizionalmente aderiscono tutte le chiese cattoliche e protestanti. Alcune sétte, però, soprattutto quando trinitarie si sono evolute in denominazioni vere e proprie. D'altro canto, alcuni rami denominazionali che tanto concentrano le loro energie sulle loro credenze e pratiche distintive, acquisiscono ben presto tratti settari.

## Storia
Il denominazionalismo è un fenomeno particolarmente recente. La distinzione teologica fra chiesa visibile e chiesa invisibile, fatta da John Wycliffe e Jan Hus, ed elaborata dai riformatori protestanti sottolinea la pratica e la difesa del denominazionalismo che emerge fra i puritani inglesi del XVII secolo, che concordavano sulla maggior parte delle cose ma non su come la Chiesa dovesse essere organizzata. I grandi risvegli religiosi del XVIII secolo, associati a John Wesley e George Whitefield incoraggiano molto questa pratica, specialmente in America, dove diventa dominante.

## Problemi
La realtà del denominazionalismo, benché sorga da chiese che dichiarano la Bibbia essere l'unica loro regola di fede e di condotta, difficilmente si concilia con questo principio. La Bibbia, infatti, non contempla che la Chiesa debba o possa essere suddivisa in denominazioni. È vero il contrario, cioè che tutti i cristiani - eccetto quelli soggetti ad azione disciplinare - siano in piena comunione con tutti gli altri. La tendenza "denominazionale" è espressamente denunziata come sbagliata dallo stesso Nuovo Testamento. Si veda ad esempio 1 Corinzi 1:10-13 "Ora, fratelli, vi esorto, nel nome del Signore nostro Gesù Cristo, ad aver tutti un medesimo parlare e a non aver divisioni tra di voi, ma a stare perfettamente uniti nel medesimo modo di pensare e di sentire. Infatti, fratelli miei, mi è stato riferito da quelli di casa Cloe che tra di voi ci sono contese. Voglio dire che ciascuno di voi dichiara: «Io sono di Paolo»; «io d'Apollo»; «io di Cefa»; «io di Cristo». Cristo è forse diviso? Paolo è stato forse crocifisso per voi? O siete voi stati battezzati nel nome di Paolo?".
C'è quindi un'ovvia discrepanza fra il carattere distintivo della denominazione e la sua caratteristica rivalità con altri, e come la Bibbia dipinge l'unità di tutti i cristiani, da assimilarsi a quella di Dio Padre con Dio Figlio, un'unità percepita non solo per fede, ma osservabile dal mondo. Vedi Giovanni 17:20-23 "Non prego soltanto per questi, ma anche per quelli che credono in me per mezzo della loro parola: che siano tutti uno; e come tu, o Padre, sei in me e io sono in te, anch'essi siano in noi: affinché il mondo creda che tu mi hai mandato. Io ho dato loro la gloria che tu hai data a me, affinché siano uno come noi siamo uno; io in loro e tu in me; affinché siano perfetti nell'unità, e affinché il mondo conosca che tu mi hai mandato, e che li ami come hai amato me".
A questi problemi alcuni rispondono esortando i veri cristiani ad opporsi al denominazionalismo e ad abbandonarle incontrandosi poi semplicemente come chiese di Cristo, chiese cristiane, chiese di Dio, discepoli, fratelli, chiese bibliche, chiese evangeliche, e simili nomi inclusivi. Questo, però, non ha attratto molti cristiani, anzi, è stato funzionale a creare nuove denominazioni e sétte, nonostante la riluttanza del gruppo ad ammetterlo.
Un'altra risposta è stata quella, per la comunità cristiana locale, di rimanere indipendente, ma nell'impegnarsi in sforzi cooperativi con altre organizzazioni cristiane. Di fatto, diverse comunità cristiane che conservano legami istituzionali con una denominazione, si comportano come se non li avessero. La pratica dell'indipendenza della comunità locale è stata promossa nel XX secolo dal sorgere di movimenti ed organizzazioni para-ecclesiali specializzati in un qualche ministero cristiano, missioni, scuole bibliche, case editrici, radio-televisioni, riviste e giornali cristiani ed altro, di tendenza, appunto, interdenominazionale. Queste organizzazioni promuovono la cooperazione e mettono in evidenza i tratti comuni delle varie denominazioni,
Un'altra risposta ancora al denominazionalismo è il tentativo di promuovere un'unità più visibile attraverso la pratica e le attività dell'ecumenismo. Il movimento ecumenico, così, ha visto numerosi tentativi di fondere a vario livello diverse denominazioni, conservandone una sorta di autonomia formale in rispetto alle proprie origini storiche.
Non vi è indicazione oggi che le denominazioni scompaiano, nonostante molti tentativi di convergenza ed ecumenismo, ma nessuno sembra più tanto oggi disposto a giustificarle biblicamente. La tendenza oggi sembra essere quella di un nuovo denominazionalismo, non più basato su associazioni di comunità con un retaggio comune, e sullo sviluppo di ministeri para-ecclesiali.

## Termini derivati
Dal termine "denominazione" sono stati coniati gli aggettivi "adenominazionale" (o "non denominazionale) per descrivere una comunità cristiana locale indipendente da denominazioni di sorta (sebbene eventualmente in fraterno contatto e/o consultazione con esse). Una comunità "adenominazionale" di solito ha una confessione di fede essenziale che evita di menzionare dottrine controverse, non prendendovi posizione ed ammettendo al riguardo libertà e dialogo. Spesso chiese evangeliche "adenominazionali" assumono come base di fede i principi dell'Alleanza Evangelica. L'aggettivo "interdenominazionale" si riferisce ad un'organizzazione cristiana in cui collaborano cristiani appartenenti a diverse denominazioni.